# 中国共产党第四次全国代表大会
中国共产党第四次全国代表大会于1925年1月11日至22日在上海虹口区东宝兴路254弄28支弄8号的一栋石库门住宅内举行，由20人代表参加大会，代表全国994名党员。陈独秀代表中国共产党第三届中央执行委员会作了工作报告。

## 背景
国共合作统一战线的建立，使工人运动逐渐恢复，农民运动日益兴起，全国革命形势迅速高涨。为了总结国共合作一年来的经验，加强对革命运动的领导，回答党所面临的许多新问题，中共四大就是在此背景下召開的。

## 作用
中共四大最重要的贡献是在中共党史上第一次明确提出了无产阶级在民主革命中的领导权和工农联盟问题。关于无产阶级领导权问题，《对于民族革命运动之议决案》明确指出：“无产阶级的政党应该指导无产阶级参加民族运动，不是附属资产阶级而参加，乃以自己阶级独立的地位与目的而参加”。“无产阶级是最有革命性的阶级”。所以，民主革命“必须最革命的无产阶级有力的参加，并且取得领导的地位，才能够得到胜利”。关于工农联盟，《对于农民运动的议决案》阐明了农民是无产阶级同盟军的原理，强调了农民在中国民族革命中的重要地位，指出：无产阶级及其政党如果不发动农民起来斗争，无产阶级的领导地位和中国革命的成功是不可能取得的。此外，大会还提出在“反对国际帝国主义”的同时，既要“反对封建的军阀政治”，又要“反对封建的经济关系”，这表明党对反封建的内涵有了进一步的认识。

## 议程
大会指出，无产阶级在民族运动中既要反对“左”的倾向，也要反对右的倾向，而右的倾向是党内主要危险。共产党要做到：在国民党内和党外坚持彻底的民主革命纲领；保持自己的独立性；在思想上、组织上和民众宣传上扩大左派，争取中派，反对右派；既帮助国民党在实际运动和组织上发展，又加紧同国民党内的妥协倾向作斗争。
大会通过了《对于民族革命运动之议决案》等11个议决案，并选出了新的中央执行委员会。新当选的中央执行委员共9人：陈独秀、李大钊、蔡和森、张国焘、项英、瞿秋白、彭述之、谭平山、李维汉；候补执行委员5人：邓培、王荷波、罗章龙、张太雷、朱锦堂。在随后举行的中央执行委员会第一次会议上，陈独秀当选为中央总书记兼中央组织部主任，彭述之任中央宣传部主任，张国焘任中央工农部主任，蔡和森、瞿秋白任中央宣传部委员，以上5人组成中央局。
四大同時修改党章，將中共基层组织名稱從“组”改為“支部”。有党员三人以上就能成立一个支部。而二大通過的党章中，中共的基层组织是“组”，党员三至五人成立一组，每组的負責人為组长。三大党章中，中共的基层组织名称改用“小组”，人数要求增加到五至十人。

## 与会代表
出席大会者：陈独秀、蔡和森、瞿秋白、谭平山、周恩来、彭述之、张太雷、陈潭秋、李维汉、李立三、王荷波、项英、维经斯基。

## 遗址
中共四大会址已在1930年代的日本侵华战争中被毁，1980年代原址改建三幢五层公房。1995年中共四大召开70周年时，上海市人民政府在此处立碑纪念。经中共上海市虹口区委的多方征集、多年考证，在大会记录员郑超麟的帮助下，最终确定中共四大原址的位置；并考证出了当年出席会议的20名代表的姓名、身世，在中共四大史料的征集、研究方面填补了空白。2005年1月，中共党史出版社出版《中国共产党第四次全国代表大会》一书。